# Masten Gregory
Masten Calvin Gregory (* 29. Februar 1932 in Kansas City, Missouri; † 8. November 1985 in Monte Argentario, Italien) war ein US-amerikanischer Automobilrennfahrer.

## Karriere
Masten Gregory startete von 1957 bis 1965 in der Formel 1 und vor allem in Sportwagenrennen. Er war Erbe einer Versicherungsgesellschaft und hatte dadurch das nötige Kapital, um sich Rennwagen leisten zu können. Gregory begann 1952, beeinflusst von seinem Schwager, mit dem Motorsport. Anfangs bestritt er Rennen auf Jaguar; sein erster internationaler Auftritt waren 1954 die 1000 km von Buenos Aires. Nach dem Rennen kaufte er den dort siegreichen Ferrari und fuhr fortan auch in Europa Rennen. In den folgenden Jahren gewann er Rennen in Aintree und Nassau und belegte bei zahlreichen weiteren Rennen Podestplätze. Sein größter Erfolg in der Anfangszeit seiner Karriere war der Sieg der 1000 km von Buenos Aires 1957, zusammen mit Eugenio Castellotti und Luigi Musso.
Nachdem er bei diesen Rennen überzeugt hatte, wurde ihm für die Automobil-Weltmeisterschaft 1957 ein Maserati zur Verfügung gestellt. Bei seinem ersten Rennen mit diesem Wagen, dem GP von Monaco, wurde er Dritter. Zusammen mit zwei vierten Plätzen ergab das Rang 6 in der Fahrerwertung. In der Saison 1958 trat er ebenfalls sporadisch auf Maserati an, erreichte aber lediglich einen vierten Platz in Italien. Drei Siege erzielte er bei Sportwagenrennen auf der AVUS, in Silverstone und Spa-Francorchamps.

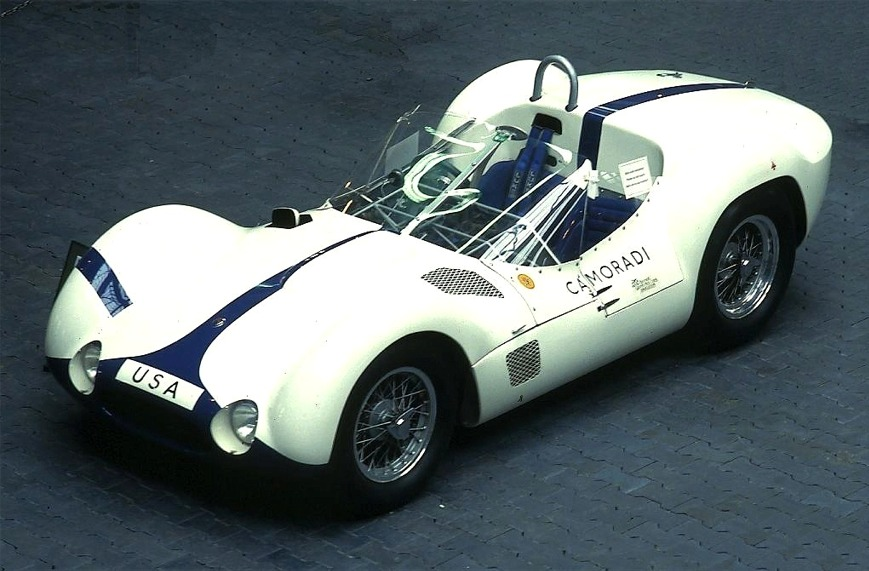
Maserati Tipo 61 „Birdcage“

Sein bestes Formel-1-Jahr war die Saison 1959, in der er auf Cooper-Climax Zweiter beim Grand Prix von Portugal und Dritter beim Grand Prix der Niederlande wurde. In Deutschland schied er in Führung liegend aus. In den nachfolgenden Jahren stockte seine Formel-1-Karriere; dafür feierte er 1961 auf Maserati Tipo 61 „Birdcage“ des Camoradi-Teams einen Sieg beim 1000-km-Rennen auf dem Nürburgring. Zusammen mit Lloyd Casner gewann er das Rennen in 7:51:39,200 Stunden mit einer Runde Vorsprung vor den Brüdern Ricardo und Pedro Rodríguez auf Ferrari 250 Testa Rossa.
Mitte 1961 wechselte er zu einem Lotus-Privatteam, wo er die nächsten beiden Jahre blieb. Mit dem unterlegenen Material erzielte nur einen WM-Punkt (6. Platz beim Großen Preis der USA 1962) außer einem Sieg bei einem nicht zur WM zählenden Rennen in Karlskoga (Schweden). Ende der Saison 1963 trat er für zwei Grands Prix auf Lola an, schied jedoch beide Male aus.
Gregory pausierte ein Jahr und kehrte 1965 zurück. Beim 500-Meilen-Rennen von Indianapolis versuchte er sich in diesem Jahr erstmals. Von den hinteren Plätzen gestartet hatte er sich bis auf den fünften Rang vorgearbeitet, als ihn ein Motorproblem aus dem Rennen warf. Nur wenige Wochen später gewann er mit Jochen Rindt auf einem NART-Ferrari das 24-Stunden-Rennen von Le Mans. Seine Formel-1-Karriere beendete er nach ein paar kläglichen Versuchen auf B.R.M. Ende 1965, blieb jedoch bis 1972 als Sportwagenrennfahrer aktiv und erreichte weitere gute Platzierungen.
Gregory zog sich nach Amsterdam zurück, wo er als Diamantenhändler und Juwelier eine zweite Karriere begann. Er war starker Kettenraucher; 1985 starb er während eines Italienurlaubes erst 53-jährig an einem Herzinfarkt.

## Statistik

### Statistik in der Automobil-Weltmeisterschaft

#### Gesamtübersicht
| Saison | Team                     | Chassis       | Motor           | Rennen | Siege | Zweiter | Dritter | Poles | schn. Rennrunden | Punkte | WM-Pos. |
| ------ | ------------------------ | ------------- | --------------- | ------ | ----- | ------- | ------- | ----- | ---------------- | ------ | ------- |
| 1957   | Scuderia Centro Sud      | Maserati 250F | Maserati 2.5 L6 | 4      | −     | −       | 1       | −     | −                | 10     | 6.      |
| 1958   | Scuderia Centro Sud      | Maserati 250F | Maserati 2.5 L6 | 1      | −     | −       | −       | −     | −                | −      | NC      |
| 1958   | HH Gould                 | Maserati 250F | Maserati 2.5 L6 | 2      | −     | −       | −       | −     | −                | −      | NC      |
| 1958   | Temple Buell             | Maserati 250F | Maserati 2.5 L6 | 1      | −     | −       | −       | −     | −                | −      | NC      |
| 1959   | Cooper Car Company       | Cooper T51    | Climax 2.5 L4   | 6      | −     | 1       | 1       | −     | −                | 10     | 8.      |
| 1960   | Camoradi International   | Behra-Porsche | Porsche 1.5 L4  | 1      | −     | −       | −       | −     | −                | −      | NC      |
| 1960   | Scuderia Centro Sud      | Cooper T51    | Maserati 2.5 L4 | 3      | −     | −       | −       | −     | −                | −      | NC      |
| 1961   | Camoradi International   | Cooper T53    | Climax 1.5 L4   | 3      | −     | −       | −       | −     | −                | −      | NC      |
| 1961   | UDT Laystall Racing Team | Lotus 18/21   | Climax 1.5 L4   | 2      | −     | −       | −       | −     | −                | −      | NC      |
| 1962   | UDT Laystall Racing Team | Lotus 18/21   | Climax 1.5 L4   | 1      | −     | −       | −       | −     | −                | 1      | 18.     |
| 1962   | UDT Laystall Racing Team | Lotus 24      | Climax 1.5 V8   | 4      | −     | −       | −       | −     | −                | 1      | 18.     |
| 1962   | UDT Laystall Racing Team | Lotus 24      | BRM 1.5 V8      | 1      | −     | −       | −       | −     | −                | 1      | 18.     |
| 1963   | Reg Parnell Racing       | Lotus 24      | BRM 1.5 V8      | 3      | −     | −       | −       | −     | −                | −      | NC      |
| 1963   | Reg Parnell Racing       | Lola Mk4A     | Climax 1.5 V8   | 2      | −     | −       | −       | −     | −                | −      | NC      |
| 1965   | Scuderia Centro Sud      | BRM P57       | BRM 1.5 V8      | 4      | −     | −       | −       | −     | −                | −      | NC      |
| Gesamt | Gesamt                   | Gesamt        | Gesamt          | 38     | −     | 1       | 2       | −     | −                | 21     |         |

#### Einzelergebnisse
| Saison | 1   | 2   | 3   | 4   | 5   | 6   | 7   | 8   | 9 | 10 | 11 |
| ------ | --- | --- | --- | --- | --- | --- | --- | --- | - | -- | -- |
| 1957   |     |     |     |     |     |     |     |     |   |    |    |
|        | 3   |     |     |     | 8   | 4   | 4   |     |   |    |    |
| 1958   |     |     |     |     |     |     |     |     |   |    |    |
| DNA    |     | DNF |     | DNF |     | DNA |     |     |   | 6  |    |
| 1959   |     |     |     |     |     |     |     |     |   |    |    |
| DNF    |     | 3   | DNF | 7   | DNF | 2   |     |     |   |    |    |
| 1960   |     |     |     |     |     |     |     |     |   |    |    |
| 12     | DNQ |     | DNS |     | 9   | 14  | DNF |     |   |    |    |
| 1961   |     |     |     |     |     |     |     |     |   |    |    |
| DNQ    | DNS | 10  | 12  | 11  | DNA | DNF | DNF |     |   |    |    |
| 1962   |     |     |     |     |     |     |     |     |   |    |    |
| DNF    | DNQ | DNF | DNF | 7   |     | 12  | 6   |     |   |    |    |
| 1963   |     |     |     |     |     |     |     |     |   |    |    |
|        |     |     | DNF | 11  |     | DNF | DNF | DNF |   |    |    |
| 1965   |     |     |     |     |     |     |     |     |   |    |    |
|        |     | DNF |     | 12  |     | 8   | DNF |     | o |    |    |

| Legende  | Legende            | Legende                                                          |
| Farbe    | Abkürzung          | Bedeutung                                                        |
| -------- | ------------------ | ---------------------------------------------------------------- |
| Gold     | –                  | Sieg                                                             |
| Silber   | –                  | 2. Platz                                                         |
| Bronze   | –                  | 3. Platz                                                         |
| Grün     | –                  | Platzierung in den Punkten                                       |
| Blau     | –                  | Klassifiziert außerhalb der Punkteränge                          |
| Violett  | DNF                | Rennen nicht beendet (did not finish)                            |
| Violett  | NC                 | nicht klassifiziert (not classified)                             |
| Rot      | DNQ                | nicht qualifiziert (did not qualify)                             |
| Rot      | DNPQ               | in Vorqualifikation gescheitert (did not pre-qualify)            |
| Schwarz  | DSQ                | disqualifiziert (disqualified)                                   |
| Weiß     | DNS                | nicht am Start (did not start)                                   |
| Weiß     | WD                 | zurückgezogen (withdrawn)                                        |
| Hellblau | PO                 | nur am Training teilgenommen (practiced only)                    |
| Hellblau | TD                 | Freitags-Testfahrer (test driver)                                |
| ohne     | DNP                | nicht am Training teilgenommen (did not practice)                |
| ohne     | INJ                | verletzt oder krank (injured)                                    |
| ohne     | EX                 | ausgeschlossen (excluded)                                        |
| ohne     | DNA                | nicht erschienen (did not arrive)                                |
| ohne     | C                  | Rennen abgesagt (cancelled)                                      |
| ohne     | keine WM-Teilnahme |                                                                  |
| sonstige | P/fett             | Pole-Position                                                    |
| sonstige | 1/2/3/4/5/6/7/8    | Punktplatzierung im Sprint-/Qualifikationsrennen                 |
| sonstige | SR/kursiv          | Schnellste Rennrunde                                             |
| sonstige | *                  | nicht im Ziel, aufgrund der zurückgelegten Distanz aber gewertet |
| sonstige | ()                 | Streichresultate                                                 |
| sonstige | unterstrichen      | Führender in der Gesamtwertung                                   |

### Le-Mans-Ergebnisse
| Jahr | Team                       | Fahrzeug                     | Teamkollege        | Platzierung            | Ausfallgrund         |
| ---- | -------------------------- | ---------------------------- | ------------------ | ---------------------- | -------------------- |
| 1955 | Michel Poberejsky          | Ferrari 750 Monza            | Michel Poberejsky  | Ausfall                | Motorschaden         |
| 1957 | Duncan Hamilton            | Jaguar D-Type                | Duncan Hamilton    | Rang 6                 |                      |
| 1958 | Ecurie Ecosse              | Jaguar D-Type                | Jack Fairman       | Ausfall                | Zylinder überhitzt   |
| 1959 | Ecurie Ecosse              | Jaguar D-Type                | Innes Ireland      | Ausfall                | Motorschaden         |
| 1960 | Camoradi USA               | Maserati Tipo 61 Birdcage    | Chuck Daigh        | Ausfall                | Elektrik             |
| 1961 | Porsche System Engineering | Porsche 718/4 RS Spyder      | Bob Holbert        | Rang 5 und Klassensieg |                      |
| 1962 | UDT Laystall Racing Team   | Ferrari 250 GTO              | Innes Ireland      | Ausfall                | Batterie             |
| 1963 | North American Racing Team | Ferrari 250 GTO LM           | David Piper        | Rang 6                 |                      |
| 1964 | Ford Motor Company         | Ford GT40                    | Richie Ginther     | Ausfall                | Getriebeschaden      |
| 1965 | North American Racing Team | Ferrari 250LM                | Jochen Rindt       | Gesamtsieg             |                      |
| 1966 | North American Racing Team | Ferrari 365P2 White Elephant | Bob Bondurant      | Ausfall                | Kraftübertragung     |
| 1968 | North American Racing Team | Ferrari 250LM                | Charlie Kolb       | Ausfall                | Unfall               |
| 1969 | Scuderia Filipinetti       | Lola T70 Mk.III              | Joakim Bonnier     | Ausfall                | Motorschaden         |
| 1970 | Autodelta SpA.             | Alfa Romeo Tipo 33           | Toine Hezemans     | Ausfall                | Überhitzter Zylinder |
| 1971 | North American Racing Team | Ferrari 512S Spyder          | George Eaton       | Ausfall                | Benzinsystem         |
| 1972 | North American Racing Team | Ferrari 365 GTB/4            | Luigi Chinetti jr. | Ausfall                | Zylinderkopfdichtung |

### Sebring-Ergebnisse
| Jahr | Team                       | Fahrzeug          | Teamkollege    | Platzierung | Ausfallgrund     |
| ---- | -------------------------- | ----------------- | -------------- | ----------- | ---------------- |
| 1953 | Masten Gregory             | Allard J2X        | Tom Newcomer   | Ausfall     | Kraftübertragung |
| 1955 | Ecurie Yankee              | Ferrari 750 Monza | Bob Said       | Ausfall     | Unfall           |
| 1956 | George Tilp                | Ferrari 857S      | Phil Hill      | Ausfall     | Lagerschaden     |
| 1957 | George Tilp                | Ferrari 290S      | Lou Brero      | Rang 4      |                  |
| 1958 | Ecurie Ecosse              | Jaguar D-Type     | Ron Flockhart  | Ausfall     | Ventilschaden    |
| 1960 | Camoradi USA               | Maserati Tipo 61  | Carroll Shelby | Ausfall     | Motorschaden     |
| 1961 | Camoradi International     | Maserati Tipo 63  | Lloyd Casner   | Ausfall     | Aufhängung       |
| 1966 | Essex Wire Corporation     | Ford GT40         | Augie Pabst    | Ausfall     | Motorschaden     |
| 1970 | Autodelta S.P.A.           | Alfa Romeo T33/3  | Toine Hezemans | Rang 3      |                  |
| 1971 | Young American Racing Team | Ferrari 512M      | Gregg Young    | Ausfall     | Unfall           |

### Einzelergebnisse in der Sportwagen-Weltmeisterschaft
| Saison | Team                                                                      | Rennwagen                                                            | 1   | 2   | 3   | 4   | 5   | 6   | 7   | 8   | 9   | 10  | 11  | 12  | 13  | 14  | 15  | 16  | 17  | 18  | 19  | 20  | 21  | 22  |
| ------ | ------------------------------------------------------------------------- | -------------------------------------------------------------------- | --- | --- | --- | --- | --- | --- | --- | --- | --- | --- | --- | --- | --- | --- | --- | --- | --- | --- | --- | --- | --- | --- |
| 1953   | Masten Gregory                                                            | Allard J2X                                                           | SEB | MIM | LEM | SPA | NÜR | RTT | CAP |     |     |     |     |     |     |     |     |     |     |     |     |     |     |     |
| 1953   | Masten Gregory                                                            | Allard J2X                                                           | DNF |     |     |     |     |     |     |     |     |     |     |     |     |     |     |     |     |     |     |     |     |     |
| 1954   | Masten Gergory                                                            | Jaguar C-Type                                                        | BUA | SEB | MIM | LEM | RTT | CAP |     |     |     |     |     |     |     |     |     |     |     |     |     |     |     |     |
| 1954   | Masten Gergory                                                            | Jaguar C-Type                                                        | 14  |     |     |     | 9   |     |     |     |     |     |     |     |     |     |     |     |     |     |     |     |     |     |
| 1955   | Ecurie Yankee Michel Poberejsky Huschke von Hanstein                      | Ferrari 750 Monza Porsche 550                                        | BUA | SEB | MIM | LEM | RTT | TAR |     |     |     |     |     |     |     |     |     |     |     |     |     |     |     |     |
| 1955   | Ecurie Yankee Michel Poberejsky Huschke von Hanstein                      | Ferrari 750 Monza Porsche 550                                        |     | 43  |     | DNF | 9   |     |     |     |     |     |     |     |     |     |     |     |     |     |     |     |     |     |
| 1956   | George Tilp                                                               | Ferrari 857S                                                         | BUA | SEB | MIM | NÜR | KRI |     |     |     |     |     |     |     |     |     |     |     |     |     |     |     |     |     |
| 1956   | George Tilp                                                               | Ferrari 857S                                                         | DNF |     |     |     |     |     |     |     |     |     |     |     |     |     |     |     |     |     |     |     |     |     |
| 1957   | Scuderia Temple Buell George Tilp Duncan Hamilton Scuderia Ferrari        | Ferrari 290MM Ferrari 290S Ferrari 250TR Jaguar D-Type Maserati 450S | BUA | SEB | MIM | NÜR | LEM | KRI | CAR |     |     |     |     |     |     |     |     |     |     |     |     |     |     |     |
| 1957   | Scuderia Temple Buell George Tilp Duncan Hamilton Scuderia Ferrari        | Ferrari 290MM Ferrari 290S Ferrari 250TR Jaguar D-Type Maserati 450S | 1   | 4   |     | 10  | 6   | DNF | DNF |     |     |     |     |     |     |     |     |     |     |     |     |     |     |     |
| 1958   | Ecurie Ecosse                                                             | Maserati 200SI Jaguar D-Type                                         | BUA | SEB | TAR | NÜR | LEM | RTT |     |     |     |     |     |     |     |     |     |     |     |     |     |     |     |     |
| 1958   | Ecurie Ecosse                                                             | Maserati 200SI Jaguar D-Type                                         | DNF | DNF |     | DNF | DNF | 5   |     |     |     |     |     |     |     |     |     |     |     |     |     |     |     |     |
| 1959   | Ecurie Ecosse                                                             | Lister Monza Jaguar D-Type Tojeiro                                   | SEB | TAR | NÜR | LEM | RTT |     |     |     |     |     |     |     |     |     |     |     |     |     |     |     |     |     |
| 1959   | Ecurie Ecosse                                                             | Lister Monza Jaguar D-Type Tojeiro                                   |     |     | DNF | DNF | DNF |     |     |     |     |     |     |     |     |     |     |     |     |     |     |     |     |     |
| 1960   | Camoradi Racing                                                           | Maserati Tipo 61                                                     | BUA | SEB | TAR | NÜR | LEM |     |     |     |     |     |     |     |     |     |     |     |     |     |     |     |     |     |
| 1960   | Camoradi Racing                                                           | Maserati Tipo 61                                                     | DNF | DNF |     | 5   | DNF |     |     |     |     |     |     |     |     |     |     |     |     |     |     |     |     |     |
| 1961   | Camoradi Racing Porsche Team                                              | Maserati Tipo 61 Maserati Tipo 63 Porsche 718                        | SEB | TAR | NÜR | LEM | PES |     |     |     |     |     |     |     |     |     |     |     |     |     |     |     |     |     |
| 1961   | Camoradi Racing Porsche Team                                              | Maserati Tipo 61 Maserati Tipo 63 Porsche 718                        | DNF |     | 1   | 5   |     |     |     |     |     |     |     |     |     |     |     |     |     |     |     |     |     |     |
| 1962   | Camoradi Racing UDT Laystall Racing Team                                  | Maserati Tipo 61 Ferrari 250 GTO                                     | DAY | SEB | SEB | MAI | TAR | BER | NÜR | LEM | TAV | CCA | RTT | NÜR | BRI | BRI | PAR |     |     |     |     |     |     |     |
| 1962   | Camoradi Racing UDT Laystall Racing Team                                  | Maserati Tipo 61 Ferrari 250 GTO                                     |     |     |     |     |     |     | 18  | DNF |     |     |     |     |     |     |     |     |     |     |     |     |     |     |
| 1963   | North American Racing Team                                                | Ferrari 250 GTO                                                      | DAY | SEB | SEB | TAR | SPA | MAI | NÜR | CON | ROS | LEM | MON | WIS | TAV | FRE | CCE | RTT | OVI | NÜR | MON | MON | TDF | BRI |
| 1963   | North American Racing Team                                                | Ferrari 250 GTO                                                      |     |     |     | 6   |     |     |     |     |     |     |     |     |     |     |     |     |     |     |     |     |     |     |
| 1964   | Carroll Shelby International Ford                                         | Shelby Cobra Ford GT40                                               | DAY | SEB | TAR | MON | SPA | CON | NÜR | ROS | LEM | REI | FRE | CCE | RTT | SIM | NÜR | MON | TDF | BRI | BRI | PAR |     |     |
| 1964   | Carroll Shelby International Ford                                         | Shelby Cobra Ford GT40                                               |     |     | DNF |     |     |     |     |     | DNF | DNF |     |     |     |     |     |     |     |     |     |     |     |     |
| 1965   | North American Racing Team                                                | Ferrari 250LM                                                        | DAY | SEB | BOL | MON | MON | RTT | TAR | SPA | NÜR | MUG | ROS | LEM | REI | BOZ | FRE | CCE | OVI | NÜR | BRI | BRI |     |     |
| 1965   | North American Racing Team                                                | Ferrari 250LM                                                        |     |     |     |     |     |     |     |     | 1   |     |     |     |     |     |     |     |     |     |     |     |     |     |
| 1966   | Essex Wire Corporation North American Racing Team                         | Ford GT40 Ferrari 365P2                                              | DAY | SEB | MON | TAR | SPA | NÜR | LEM | MUG | CCE | HOK | SIM | NÜR | ZEL |     |     |     |     |     |     |     |     |     |
| 1966   | Essex Wire Corporation North American Racing Team                         | Ford GT40 Ferrari 365P2                                              | 17  | DNF | 2   |     |     |     | DNF |     |     |     |     |     |     |     |     |     |     |     |     |     |     |     |
| 1967   | North American Racing Team                                                | Ferrari 365P2                                                        | DAY | SEB | MON | SPA | TAR | NÜR | LEM | HOK | MUG | BRH | CCE | ZEL | OVI | NÜR |     |     |     |     |     |     |     |     |
| 1967   | North American Racing Team                                                | Ferrari 365P2                                                        | DNF |     |     |     |     |     |     |     |     |     |     |     |     |     |     |     |     |     |     |     |     |     |
| 1968   | North American Racing Team                                                | Ferrari 250LM                                                        | DAY | SEB | BRH | MON | TAR | NÜR | SPA | WAT | ZEL | LEM |     |     |     |     |     |     |     |     |     |     |     |     |
| 1968   | North American Racing Team                                                | Ferrari 250LM                                                        | DNF |     |     |     |     |     |     |     |     | DNF |     |     |     |     |     |     |     |     |     |     |     |     |
| 1969   | Sportscars Unlimited Switzerland Scuderia Filipinetti Sport Cars Broström | Porsche 910 Lola T70 Porsche 908                                     | DAY | SEB | BRH | MON | TAR | SPA | NÜR | LEM | WAT | ZEL |     |     |     |     |     |     |     |     |     |     |     |     |
| 1969   | Sportscars Unlimited Switzerland Scuderia Filipinetti Sport Cars Broström | Porsche 910 Lola T70 Porsche 908                                     | 17  |     |     |     |     |     | DNF | DNF |     | 4   |     |     |     |     |     |     |     |     |     |     |     |     |
| 1970   | Autodelta                                                                 | Alfa Romeo Tipo 33                                                   | DAY | SEB | BRH | MON | TAR | SPA | NÜR | LEM | WAT | ZEL |     |     |     |     |     |     |     |     |     |     |     |     |
| 1970   | Autodelta                                                                 | Alfa Romeo Tipo 33                                                   |     | 3   |     | 18  | DNF |     |     | DNF |     | DNF |     |     |     |     |     |     |     |     |     |     |     |     |
| 1971   | North American Racing Team                                                | Ferrari 512S                                                         | BUA | DAY | SEB | BRH | MON | SPA | TAR | NÜR | LEM | ZEL | WAT |     |     |     |     |     |     |     |     |     |     |     |
| 1971   | North American Racing Team                                                | Ferrari 512S                                                         |     | DNF | DNF |     |     |     |     |     | DNF |     |     |     |     |     |     |     |     |     |     |     |     |     |
| 1972   | North American Racing Team                                                | Ferrari 365 GT/4                                                     | BUA | DAY | SEB | BRH | MON | SPA | TAR | NÜR | LEM | ZEL | WAT |     |     |     |     |     |     |     |     |     |     |     |
| 1972   | North American Racing Team                                                | Ferrari 365 GT/4                                                     |     |     |     |     |     | DNF |     |     |     |     |     |     |     |     |     |     |     |     |     |     |     |     |